# Жаналык (Восточно-Казахстанская область)
Жаналык (каз. Жаңалық, до 1992 г. — Кирово) — аул в Тарбагатайском районе Восточно-Казахстанской области Казахстана. Входит в состав Акжарского сельского округа. Код КАТО — 635833200.

## Население
В 1999 году население аула составляло 1038 человек (539 мужчин и 499 женщин). По данным переписи 2009 года, в ауле проживало 929 человек (488 мужчин и 441 женщина).